# 25/17
«25/17» (раніше «Иезекииль 25:17») — російський гурт, заснований у місті Омск. На початку своєї кар'єри виконували реп, але згодом розширили свою жанрову палітру, збагативши її на такі жанри, як альтернативний рок та репкор.

## Історія
Гурт «Иезекииль 25:17» було засновано 2002 році в Омську й до 2009 року була відома під цією назвою. У 2009 році назва скоротилася до «25/17». Група була змушена зробити це, бо журналістам і фанатам було складно вимовляти назву. Назва групи апелює до біблійного вірша, який цитує персонаж Самуеля Л. Джексона у фільмі «Кримінальне чтиво».

## Тематика і критика
Учасник колективу Бледный так відповів на запитання про свої погляди:

Юрій Антонов в інтерв'ю журналу Rolling Stone дуже грамотно помітив, що термін «патріот» у нас в країні вживається як така собі Light версія слова «націоналіст», і підтвердив, що, так — він націоналіст. У цьому контексті — так, я націоналіст. Інша справа, що завдяки засобам масової інформації, пропаганді, постійно відбувається підміна термінів. Тому у людей в голові суцільна каша. Зараз погляд суспільства: націоналізм — це погано. Ага, патріотизм — добре, а націоналізм — погано. А чим відрізняється одне від іншого? Я з дитинства вихований, що я — російська людина, народився тут, виріс … А тепер, виявляється, що, назвавшись «російським», можна бути записаним ледве чи не в нацисти … У мене проблем з самоідентифікацією немає. Для мене пріоритетні інтереси мого народу. Було б дивно, якби впершу чергу я думав, наприклад, про таджиків, а потім про свою сім'ю.

## Склад
- Бледный (Андрій Позднухов)
- Ант (Антон Зав'ялов)

## Дискографія

#### «Иезекииль 25:17»
- 2004 — «Честное слово третьего подземелья»
- 2008 — «Засада. Крепче стали»

#### «25/17»
- 2009 — «Только для своих»
- 2010 — «Зебра»
- 2012 — «Песни о Любви и Смерти»
- 2014 — «Русский подорожник»
- 2017 — «Умереть от счастья»
- 2017 — «Ева едет в Вавилон»

### Міні-альбоми
- 2010 — «Сила сопротивления» (совместно с группой «ГРОТ»)
- 2010 — «Полоса чёрная» (Бледный)
- 2010 — «Полоса белая» (Ант)
- 2011 — «Межсезонье»
- 2013 — «Лукавые дни»
- 2015 — «Пар»
- 2016 — «Просто»
- 2016 — «Солнцу навстречу» (совместно с группой «ГРОТ»)

### Мікстейпи
- 2007 — «Жизнь У» (совместно с DJ Navvy)
- 2008 — «Сплавы» (совместно с DJ Navvy)

### Збірники
- 2012 — «На волне»
- 2015 — «Обитель. 16 рота. Песни из спектакля»
- 2015 — «Весь мир идет на меня войной»
- 2015 — «#партур»

### Концертні альбоми
- 2013 — «Бортовой журнал (10 лет на волне. Live)»
- 2015 — «Русский подорожник. Концерт в Москве»
- 2015 — «Соль» (Живая запись с эфира Рен-ТВ, в программе «Соль»)
- 2016 — «Воздух» (Живая запись)
- 2016 — «Соль (16.10.16)»
- 2017 — «Последний герой. Акустика редких людей (15.03.17)»

### Макси-сингли та промовипуски
- 2005 — «Так была нада» (Бледный)
- 2008 — «Каникулы» (Тома Амот)
- 2008 — «Держитесь крепче» (совместно с DJ Navvy)
- 2010 — «Всем весна!» (совместно с «ГРОТ», «Идефикс», Ганза, Джонни, D-Man 55)

### Сингли
- 2009 — «На городской карте»
- 2009 — «Моё оружие» (уч. FAQ)
- 2009 — «Т. Д. С.»
- 2010 — «Собака»
- 2010 — «Никто не сможет меня остановить»
- 2011 — «Огонь»
- 2012 — «Мы сами заслужили это» (уч. Миша Маваши)
- 2012 — «Звуковое письмо»
- 2013 — «Топоры»
- 2013 — «Внутри разбитой головы» (уч. Саграда)
- 2013 — «Следопыт» (уч. «Идефикс»)
- 2014 — «Рахунок» (уч. Дмитрий Ревякин)
- 2014 — «Имя имён»
- 2015 — «Сети» (уч. Бранимир)
- 2015 — «Весь мир идет на меня войной»
- 2015 — «Щеглы»
- 2015 — «Живым»
- 2016 — «Раскалённые будни» (Памяти Анатолия Крупнова)
- 2016 — «Солнцу навстречу» при уч. ГРОТ
- 2016 — «Все так же на волне»
- 2016 — «Еще одно место под солнцем»
- 2016 — «Голова, чтобы думать»
- 2016 — «Вся моя жизнь на городской карте»
- 2016 — «Новый вирус» (уч. Зоя Бербер)
- 2016 — «Сибирский марш»
- 2017 — «Она не такая, как все»
- 2017 — «Комната»
- 2017 — «Бит шатает голову» п.у. Хаски (Хаски Cover)

### Сайд-проект «Лед 9»

#### Студійні альбоми
- 2011 — «Холодная война»
- 2013 — «Искушение святого простолюдина»

#### Сингли
- 2011 — «Ещё хуже»
- 2013 — «Пожар»
- 2013 — «999»
- 2013 — «Печь»
- 2014 — «Абоминог» (Рахунок 2)
- 2016 — «Когти»

## Нагороди та номінації
- Дві номінації на Russian Street Awards 2010: Альбом року (Только для своих) та Найкращий альбом року (На городской карте).
- Ант — переможець хіп-хоп проекту «Битва за респект» у 2008 році.